# Port Harvey
Port Harvey är en vik i Kanada.   Den ligger i Regional District of Mount Waddington och provinsen British Columbia, i den sydvästra delen av landet, 3 700 km väster om huvudstaden Ottawa.
Trakten runt Port Harvey är nära nog obefolkad, med mindre än två invånare per kvadratkilometer.